# Rosarito

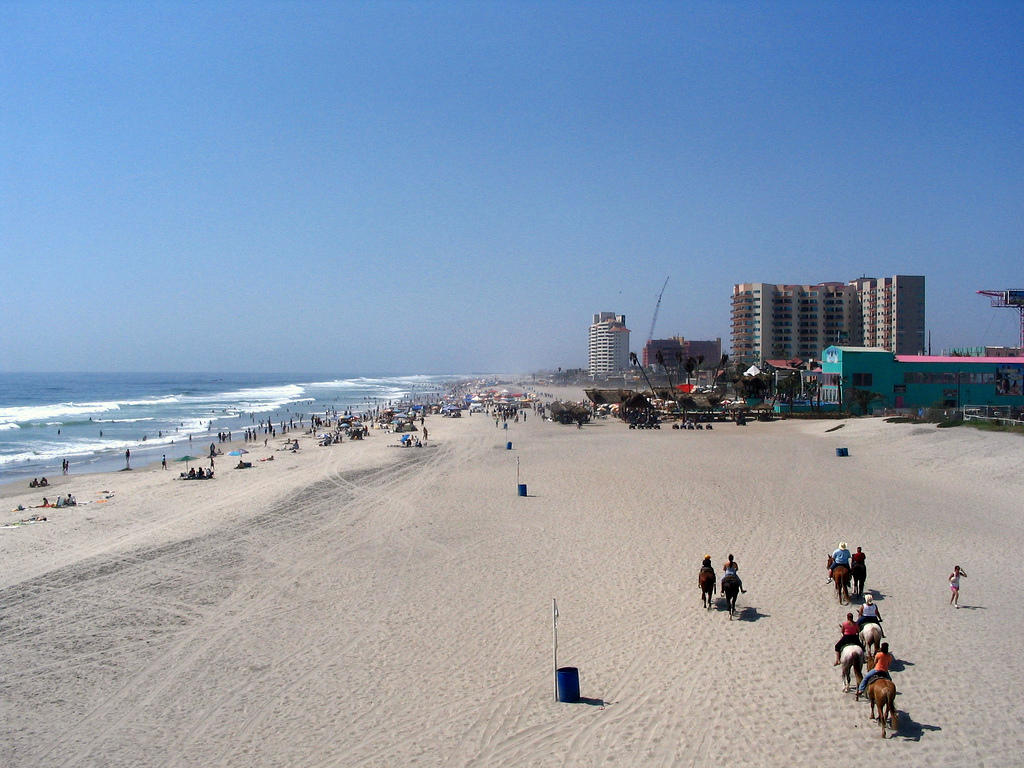
Platja del poble de Rosarito.

Rosarito és una localitat mexicana, del municipi de Playas de Rosarito, a la Baixa Califòrnia. Els indígenes kumeyaay anomenaven Wa-cuatay al paratge on avui dia trobem la ciutat de Rosarito. El nom Rosarito deriva de El Rosario (el rosari), anomenat així des de finals del segle xviii. Abans la zona habitada per indígenes s'anomenava Misión de San Arcángel de la Frontera. Uns anys després, el nom va ser canviat del Rosario a Rosarito.
El 2010, INEGI va registrar-hi una població de 90,668 habitants.